# Wiktor Budzyński (producent filmowy)
Wiktor Budzyński (ur. 7 sierpnia 1921 w Poznaniu, zm. 30 października 2007 w Łodzi) – polski producent filmowy oraz wieloletni dyrektor Wytwórni Filmów Fabularnych w Łodzi.

## Życiorys
Pracę w kinematografii rozpoczął w roku 1948. W latach 1957–1958 był dyrektorem programowym w Naczelnym Zarządzie Kinematografii. W latach 1956–1963 był szefem produkcji Zespołu filmowego „Droga”. W latach 1963–1976 pełnił funkcję dyrektora Wytwórni Filmów Fabularnych w Łodzi, w latach 1977–1981 dyrektora Studia Filmowego „Se-ma-for”.
Od roku 1953 był wykładowcą PWSFTviT w Łodzi, w latach 1970–1990 dyrektorem Wyższego Studium Zawodowego Organizacji Produkcji Filmowej i Telewizyjnej.

## Odznaczenia
1 grudnia 1988 roku otrzymał Krzyż Komandorski Orderu Odrodzenia Polski.

## Filmografia
- Weekendy (1963), kierownik produkcji.